# WISE 0223-2932
WISE 0223-2932 (= EQ J0223-2932) is een bruine dwerg in het sterrenbeeld Fornax, met magnitude in J van +17.34 en met een spectraalklasse van T7.5. De ster bevindt zich op 40,4 lichtjaar van de zon.